# ابن عرفة
أبو عبد الله محمد بن محمد بن محمد بن عرفة الوَرْغَمِّيُّ  فقيه مالكي، أشعري المعتقد، ولد في مدينة تونس 27/ 7/ 716هـ الموافق 14/ 10/ 1316م وتوفي فيها يوم الثلاثاء 19/ 5/ 803هـ الموافق 4/ 1/ 1401. كان إمام جامع الزيتونة وخطيبه في العهد الحفصي.
- تفقّه على القاضي ابن عبد السلام الهَوّاري وأخذ عنه الأصول، وأخذ القراءات عن محمد بن محمد بن حسن بن سلامة الأنصاري.
- ابتدأ الخطابة سنة 772هـ والفتوى سنة 773هـ. ودرّس بجامع الزيتونة.
- عاصر ابن خلدون وتنافس معه.
- برز في الاَُصول والفروع والعربية والقراءات وغير ذلك، وصار المرجوع إليه في الفتوى ببلاد المغرب، وتصدّى للتدريس وإسماع الحديث مع علو الرتبة عند السلطان.
- حج سنة 793 هـ، ومر بالقاهرة وأخذ عنه المصريون والمدنيون.
- المصادر متفقة على أن وفاته سنة 803 هـ إلا أن صاحب عنوان الأريب يروي أن ثقة أخبره بأن المكتوب على ضريحه أنه توفي في 20 جمادى الآخرة سنة 800 هـ.[4]

## شيوخه
أخذ ابن عرفة عن:
- محمد بن جابر الوادي آشي
- محمد بن سلامة
- محمد بن الحباب
- تفقه على:
  - ابن عبد السلام الهَوّاري
  - محمد بن هارون
  - محمد بن حسن الزبيدي
  - أبو عبد الله محمد بن إبراهيم بن أحمد الآبلي
  - أبو عبد الله محمد السطي الفاسي
  - أبي علي ابن قداح
  - أبو عبد الله الشريف التلمساني ونظرائهم.

## تلاميذه
أخذ عنه:
- أبو عبد الله الأُبِّي
- أبو القاسم البُرْزُلي
- أبو الفضل محمد بن محمد المشدالي الباجي
- الوانوغي
- ابن ناجي
- القلشاني
- الغبريني
- ابن مرزوق الحفيد
- ابن الشماع
- الشريف السلاوي، وغيرهم.

## من كتبه
- تفسير للقرآن الكريم صدر تحت عنوان تفسير ابن عرفة المالكي، تحقيق د. حسن المناعي، نشر مركز البحوث بالكلية الزيتونية، تونس 1986. وهذا التفسير جمعه تلاميذه ومات قبل أن يكمله.
- كتاب المختصر الكلامي، طُبع مؤخرًا.
- كتاب المختصر الفقهي، مطبوع.
- مختصر الفرائض، مخطوط.
- المبسوط في الفقه سبعة مجلدات، قال فيه السخاوي: شديد الغموض.
- الطرق الواضحة في عمل المناصحة، مخطوط.
- الحدود في التعاريف الفقهية، مطبوع.